# جبل القديس ميشيل

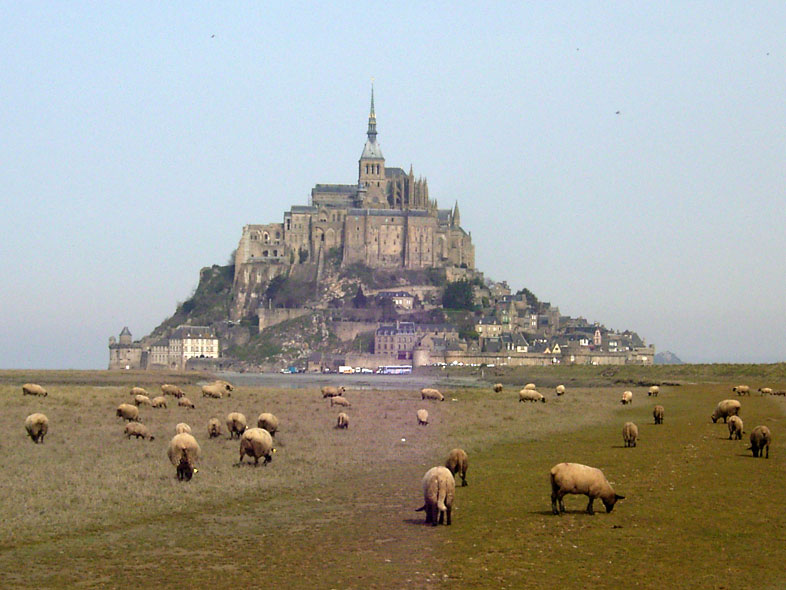
جبل القديس ميشيل

شنت مجيال أو جبل القديس ميشيل هي جزيرة حجرية صغيرة في نورماندي، تبعد حوالي الكيلومتر عن ساحل فرنسا، تعد القلعة والكنيسة المبنية عليها ثالث أكثر الأماكن السياحية من حيث عدد السياح في فرنسا بعد برج إيفل وقصر فرساي.
ويقع هذا الجبل على بُعد حوالي 0.6 ميل عن الساحل الشمالي الغربي لفرنسا، عند مصب نهر كويسنو افرانش، وتبلغ مساحة الجبل حوالي 247 فدان (100 هكتار)، وتشير إحصائيات فرنسية إلى أن عدد سكان الجزيرة التي يقع فيها الجبل 44 شخصاً فقط. وقد عقدت الجزيرة تحصينات إستراتيجية منذ العصور القديمة في القرن الثامن الميلادي. والجبل هو أحد المعالم الأكثر شهرة في فرنسا، وهو من ضمن قائمة اليونسكو لمواقع التراث العالمي، ويزوره أكثر من 3 ملايين سائح سنوياً.

## توأمة
لجبل القديس ميشيل اتفاقيات توأمة مع كل من:
- مونتي سانت أنجلو
- هاتسوكايجي

## معرض صور

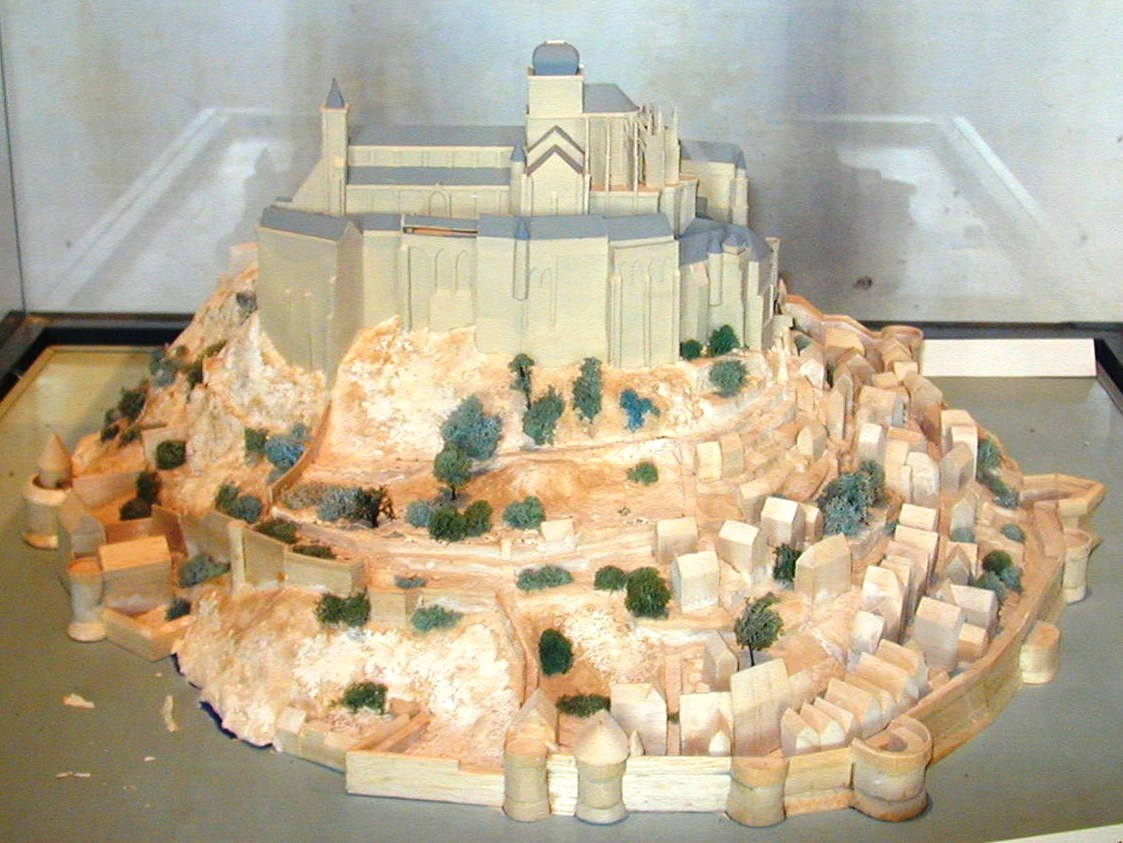
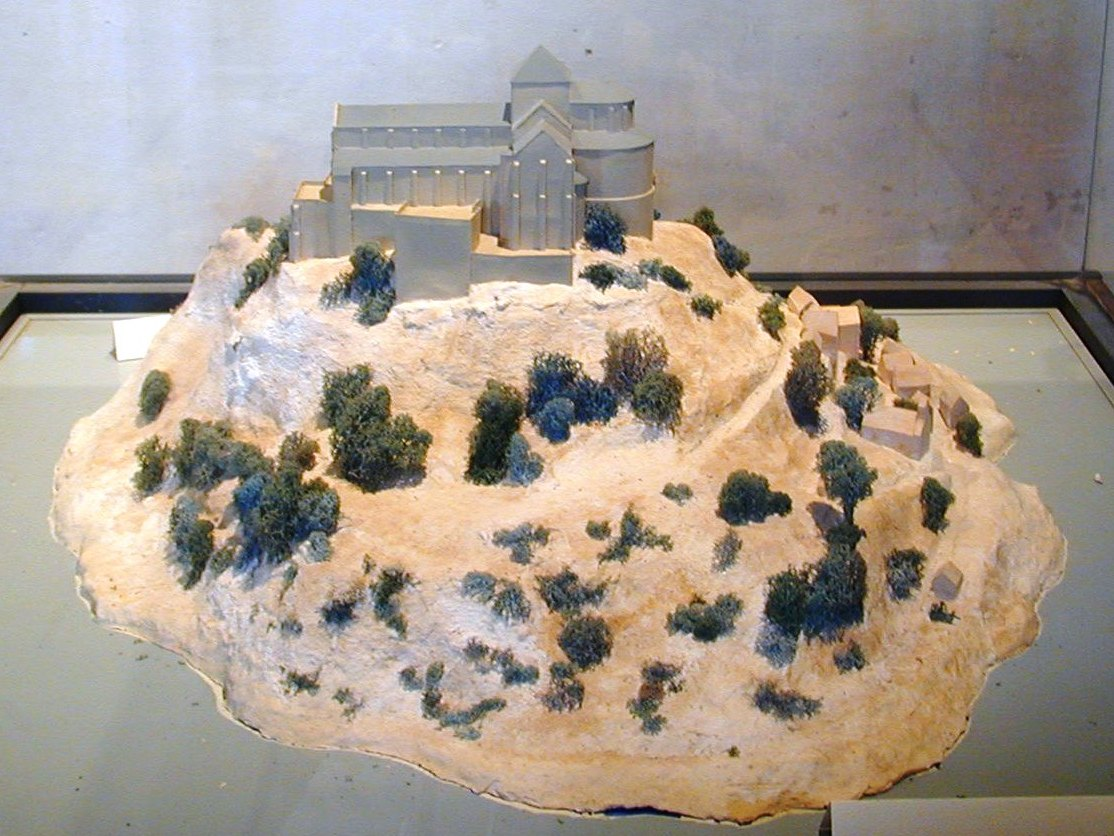
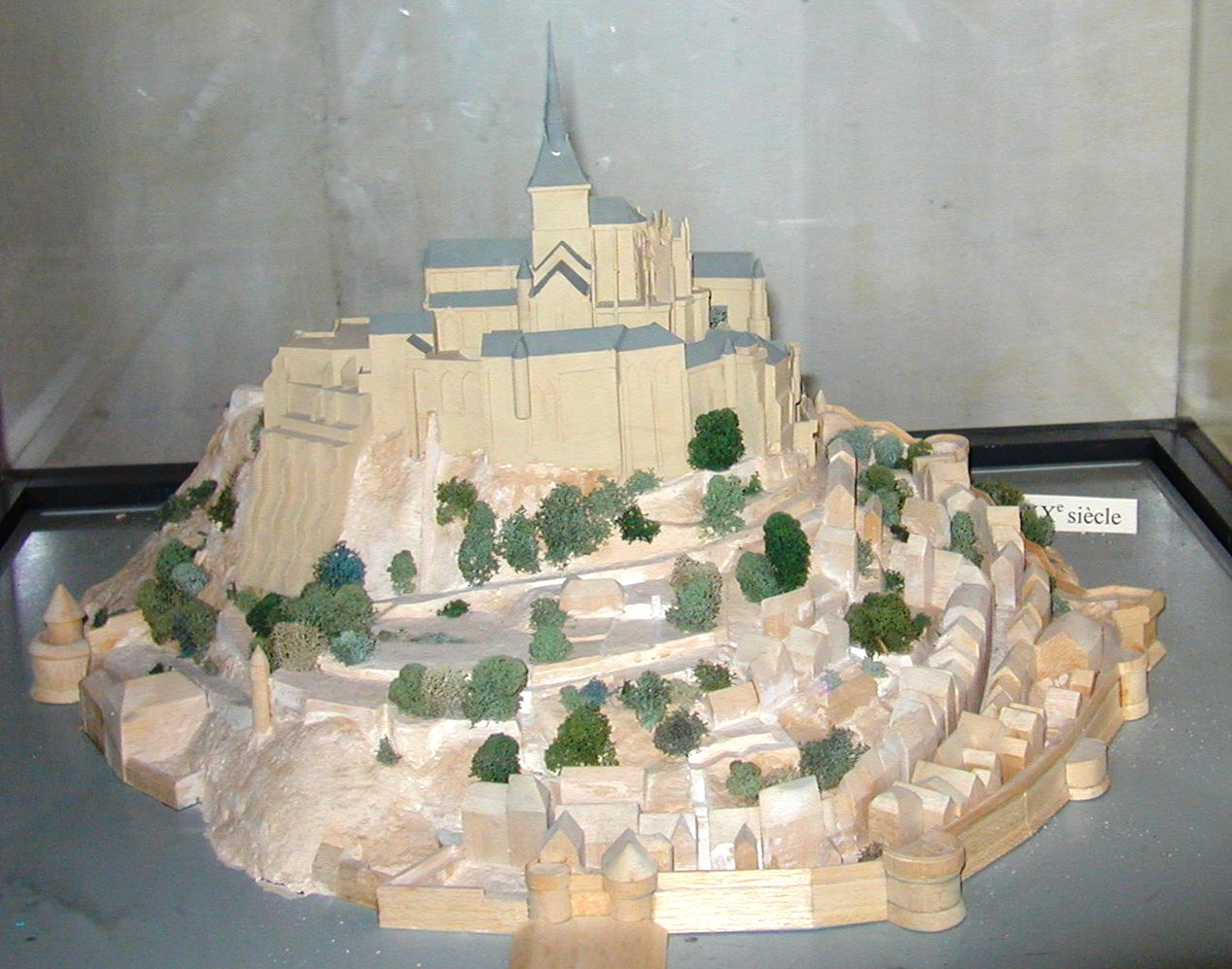
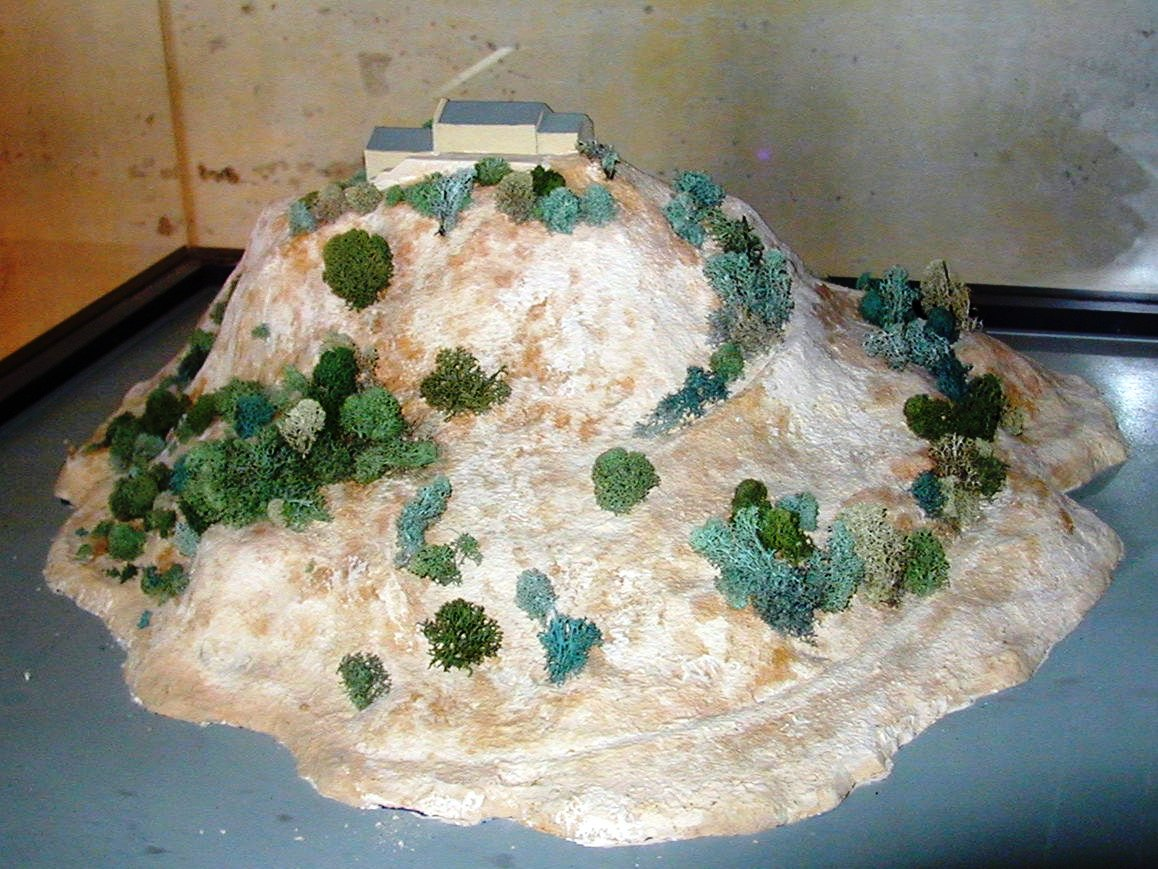

## مراجع

جبل القديس ميشيل ليلا